# Балабаново
Балабаново е село в Южна България. То се намира в община Момчилград, област Кърджали.

## География
Селото е разделено на 3 махали: Кючук, Голямо и Дружба (Ходжолар).

## История
Кючук и Голямо Балабаново са с местно турско население. А Дружба се създало през 70-те години на XX век от изселници на неделинското село Гърнати.

## Население
Численост и дял на етническите групи според преброяването на населението през 2011 г.:
|                     | Численост | Дял (в %) |
| Общо                | 110       | 100,00    |
| Българи             | 20        | 18,18     |
| Турци               | 77        | 70        |
| Цигани              | 0         | 0,00      |
| Други               | 0         | 0,00      |
| Не се самоопределят | 3         | 2,72      |
| Неотговорили        | 10        | 9,09      |